# 阳明区
阳明区是黑龙江省牡丹江市下辖的一个市辖区。面积1338平方公里（含新并入的五林镇），區人民政府驻光華街68號。

## 行政区划
阳明区下辖4个街道办事处、4个镇：
阳明街道、前进街道、新兴街道、桦林橡胶厂街道、铁岭镇、桦林镇、磨刀石镇和五林镇。
经黑龙江省政府批准，同意将牡丹江市林口县所辖的五林镇整建制划归牡丹江市阳明区管辖。

## 人口
根據第七次人口普查數據，截至2020年11月1日零時，陽明區常住人口為190973人。

## 交通
- 滨绥铁路。
- 哈绥公路、鹤大公路。

## 旅游文化
- 铁岭南山
- 刀把沟
- 砬子沟